# 中国人民解放军炮兵
中国人民解放军炮兵，是中国人民解放军兵种。

## 沿革

### 红军时期
中国人民解放军炮兵是中国人民解放军最早的兵种之一，和步兵同样产生于1927年8月1日南昌起义。南昌起义部队有贺龙的国民革命军第二十军，叶挺的国民革命军第十一军二十四师及二十五师一部，朱德的军官教导团及两个保安队，合计2万多人。其中有二十军一个炮兵营，二十四师一个炮兵营，装备有日本及德国制造的山炮、迫击炮。
1927年9月9日，毛泽东领导的秋收起义在湘赣边界爆发。秋收起义中，中国工农革命军第一军第一师二团用十多辆牛车把数门木管炮运至攻打浏阳县城的前线，将东城墙轰开缺口，二团由此攻占浏阳县城。
1927年12月11日，广州起义爆发。广州起义部队中有中国共产党领导的教导团的一个炮兵连。广州起义部队的炮兵同美国“沙克拉明”号、英国“莫丽翁”号军舰炮战。
1928年4月，朱德、陈毅率南昌起义和湘南起义残余部队到达井冈山，同毛泽东率领的秋收起义部队会师，合编为中国工农革命军第四军，朱德任军长，毛泽东任党代表及军委书记，下辖有3个师共6个团、1个教导大队。其中第二十八团编有1个迫击炮连，共8门迫击炮。1928年8月30日，国民革命军得知红军主力离开井冈山，便派4个团兵力进攻井冈山黄洋界哨口。在红三十一团团长朱云卿、党代表何挺颖领导下，8月30日下午，红军以仅有的1门迫击炮轰击敌方指挥所，敌方误认为红四军主力已回井冈山，乃在当夜撤走，红军遂取得黄洋界保卫战胜利。
1930年7月31日，彭德怀在湖南平江组建红军首个炮兵团，武亭任团长。同年12月，红军取得第一次反“围剿”的胜利，活捉剿共前敌总指挥张辉瓒，全歼国民革命军第十八师，并缴获大量火炮。自此，红军各师大都编配了迫击炮连。
1931年，红军取得第二次反“围剿”胜利后，又缴获两门山炮及大批迫击炮。土地革命战争后期，红军炮兵已达15个连。1931年5月，中革军委决定，在江西陂头以红三军团山炮连作为基础，成立中革军委炮兵团。这是中共领导的军队中首个独立建制的炮兵团。夏中兴代理团长，张平凯任政治委员。
长征开始时，红军炮兵编成为：红一方面军3个营，合计12个连，即中革军委红星纵队炮兵营（下辖3个炮兵连）、红一军团炮兵营（下辖2个炮兵连）、红三军团炮兵营（下辖3个炮兵连）、红五军团迫击炮兵连、红八军团迫击炮兵连、红九军团迫击炮兵连、干部团特科营迫击炮兵连。红二方面军1个营（下辖1个山炮连、2个迫击炮兵连）。红四方面军1个营（下辖5个迫击炮兵连）。红十军团及红十五军团也拥有部分迫击炮。红军炮兵在长征中发挥了重要作用，例如在1934年11月8日红三军团汝城战斗、1935年1月2日红一军团突破乌江、1935年5月红一军团炮兵营（营长赵章成）掩护部队强渡大渡河、1935年9月毛泽东亲自指挥红军炮兵配合腊子口战役、1935年11月底红一方面军炮兵参加直罗镇战役。1936年8月，在西进迎红二方面军、红四方面军北上时，红一方面军炮兵在碛口同黄河对岸敌军炮战，掩护了中央机关西渡黄河。
1936年2月初，红军东征军东渡黄河进入阎锡山统治的山西省。1936年3月，红军东征军将阎锡山部独立第2旅包围，在红一军团炮兵连的迫击炮火力压制下，阎锡山部独立第2旅投降。独立第2旅有1个山炮连随之投降，该连到达陕北瓦窑堡时，获得毛泽东、周恩来等中共中央领导接见并宴请，周恩来勉励该山炮连人员为建设人民炮兵而努力，该连随后整编为红军总部特务团山炮连。
1936年10月9日，红四方面军总指挥部抵达甘肃省会宁县。10月22日，红二方面军总指挥部到达甘肃省静宁县将台堡。两军分别与红一方面军会师。此时红军炮兵兵力为：红军总部特务团炮兵连。红一方面军2个炮兵连和1个炮兵排，即红一军团炮兵连、红十五军团炮兵连、红二十八军迫击炮排。红二方面军有山炮5门、迫击炮多门。红四方面军有2个炮兵连和5个炮兵排，即红三十军迫击炮连，红三十一军迫击炮连，红三十一军九十一师二七六团、二七七团迫击炮排，九十三师二十一团、二十四团、二七九团迫击炮排。中革军委后方办事处还有3个独立炮兵排，即红二十九军迫击炮排、红三十军迫击炮排、陕甘宁独立第一师迫击炮排。当时，红军炮兵合计不超过10个连，火炮不足100门。

### 抗日战争
1938年1月28日，中共中央军委成立首个正规炮兵团“总部炮兵团”。武亭任团长:129-130。抗日战争中，中国共产党领导的八路军、新四军都有炮兵部队。八路军炮兵除了红军时期的迫击炮外，新装备了大批从日军手中缴获的山炮，主要是日军普遍使用的75毫米山炮。新四军第一师山炮连是中共领导的军队中最早的船载火炮连，将山炮安在海防船上，在海战中陆续击伤、击毁敌作战船3艘。
1939年11月7日，正在河北省涞源县同日军展开黄土岭战斗的晋察冀军区一分区第一团团长陈正湘用望远镜发现日军指挥所，随即报告一分区司令员杨成武，调用军分区直属炮兵连（连长杨九枰）使用迫击炮射击日军指挥所，毙敌日军陆军中将、独立混成第二旅团旅团长阿部规秀，这是八路军在抗日战争中击毙的日军最高级别将领。
1945年2月，延安炮兵学校成立，郭化若任校长，总部炮兵团政委邱创成任政委。校址在南泥湾。1945年8月1日，延安炮兵学校举行开学典礼，由朱瑞代校长宣布开学。
1945年抗日战争胜利后，1945年9月20日，中共中央、中央军委发出加强炮兵建设的指示，要求各地方将炮兵建设当作军事建设中心任务。东北炮兵及迁至东北的延安炮兵学校派人在中国东北各地搜集火炮，用数月时间搜集到日军逃走时遗弃的火炮700多门，炮弹50万发。同时，华北、华东等地区的炮兵也展开搜炮行动。到1946年第二次国共内战爆发前，全军炮兵已达14个团、17个营，38个连，火炮2100门，约为抗日战争结束时的10倍。

### 第二次国共内战
第二次国共内战期间，中国人民解放军节节胜利，缴获包括火炮在内的大批中国国民党方面军队的装备。中国人民解放军炮兵建制从炮兵营、炮兵团发展为炮兵旅、炮兵师、特种兵纵队；火炮类型从迫击炮、山炮发展为野炮、加农炮、榴弹炮、战防炮、高射炮；火炮使用从单炮发展到群炮；火炮数量成十成百倍增加。
1946年5月下旬，在牡丹江的东北民主联军炮兵学校教育长赵唯刚派校部秘书王汝东到西北郊的谢家沟原日军兵营筹建高射炮队，招收了几十名新兵，又从珠河独立营调来一批新战士，炮兵学校高射炮队正式编队，副队长张殿臣（满洲国陆军军官学校第五期高射炮专科肆业）、政治指导员王汝东，一区队长丁长源，二区队长贾武生，三区队长薛安宁，司务长刘汉章。这是中共有史以来第一支高射炮兵。1946年8月成立了炮兵学校高炮大队，大队长江洪、教导员张佩，留用日籍军事教员有川茂男（满洲国陆军军官学校一期生、满洲国军中尉），成立了高射炮第二队，副队长裴辅忠（军官学校三期毕业，少尉）、指导员马振英。高炮一队调哈尔滨保护松花江东江桥。1947年东北夏季攻势，高炮一队携四门高炮到扶余县渡松花江处掩护渡口的防空、机动任务；高二连调佳木斯保卫松花江大桥和后方总部安全；高三连在哈尔滨防空。1947年3月高射炮大队扩编为东北民主联军高射炮第一团，团长江洪、政委张佩、副团长王思谦、参谋长傅明贤、政治处主任李仁鑫，组织股长王汝东，宣传股长张振富，抽调班排连干部在哈尔滨组建高射炮第三连，连长丁长源、指导员郭普恩。高一团参加了围困长春和辽沈战役、平津战役、渡江南下和海南岛战役。1950年10月第一批参加抗美援朝。抗美援朝第二次战役后，1951年1月中旬回国改装苏式高炮扩编为高炮第六十一师，副师长阮邦和、副政委何晓初、副参谋长王思谦、政治部主任张佩、副主任徐正衡、组织科长王汝东、宣传科长张振富，辖一个85毫米高炮团、两个37毫米高炮团。1951年3月二次入朝参战。
石家庄战役中，炮兵发挥了重要作用。济南战役中，中国人民解放军歼敌10万多人，其中70％由解放军炮兵歼灭。在辽沈战役、淮海战役、平津战役中，解放军炮兵发挥了重大作用。
1949年，毛泽东在元旦献词中表示：“自从人民解放军形成了超过国民党的炮兵和工兵以后，国民党的防御体系，连同他们的飞机和坦克就显得渺小了。”截至1949年10月，中国人民解放军缴获敌火炮4.4万门。中国人民解放军炮兵达4个炮兵师、77个炮兵团，共有炮兵连1370个。当时装备的火炮包括美国、日本等7国制造的近40种型号、14种口径的压制火炮，合计1.7万多门。

### 成立炮兵领导机构
1949年10月，中华人民共和国成立。炮兵已发展到4个师、77个团、13所学校以及大量炮兵营、连，各种火炮2万余门。1949年12月，中央军委决定组建中国人民解放军全军炮兵领导机关，调中国人民解放军第四野战军特种兵纵队副司令员苏进负责筹建。1950年3月17日，任命苏进担任军委炮兵副司令员兼参谋长，4月25日，任命第三兵团司令员陈锡联担任军委炮兵司令员。
1950年8月1日，在北京正式成立中国人民解放军炮兵司令部。陈锡联任司令员，万毅、苏进任副司令员，彭嘉庆、邱创成任副政治委员。炮兵领导机关建立了司令部、政治部、后勤部、干部管理部、军械部和马政局等机构。1951年3月，中国人民解放军第四野战军炮兵机关合并至军委炮兵机关。随后，各大军区炮兵司令部陆续成立，各军、师陆续设炮兵主任。中国人民解放军炮兵司令部是中央军委领导中国人民解放军全军炮兵部队的业务部门，也是炮兵直属部队、院校、科研试验单位、后勤保障单位的领导机关，并且归口管理中国人民解放军全军炮兵业务。1951年4月，毛泽东为中国人民解放军炮兵题词：“为建设强大的人民炮兵而奋斗。”
1952年军委炮司基本组建完成，参谋长贾陶（调任高级炮校校长）/陈锐霆（华东军区炮兵司令）：
- 作战处长徐昭
- 侦察处长马辛（原延安炮兵团）
- 军训处长杨发静（原延安炮兵团）
  - 预备炮兵科长石岩（炮一师），主管军委直属炮兵师；
  - 部队炮兵科长李泮池，主管步兵军、师属炮兵；
- 通信处长张啟信（华东炮司）
  - 科长申建基
- 军务处长（孙式性）
- 学校管理处长廖政武
  - 科长吴植楷
- 高炮处长殷洪（原贵州都匀国军炮校）

1953年5月起，将炮兵司令部的军事训练处、学校管理处、高射炮兵处升格为直属炮兵首长领导的部。至此，炮兵领导机关设有司令部、高射炮兵部、军事训练部、军事学校管理部、政委办公室、干部部、财务处。预备炮兵由总参直接调动，训练计划由军委炮司预备炮兵科统一安排。1954年11月18日，中央军委决定将中国人民解放军炮兵司令部直接领导的预备炮兵部队下放至各大军区管理。
- 华北军区炮兵司令部：1950年1月华北军区特种兵司令部改为华北军区炮兵司令部，高存信任司令员，甘思和任政治委员，李健任参谋长。1954年4月改为华北军区炮兵部。1955年4月改为北京军区炮兵部。1955年7月改为北京军区炮兵司令部。1959年5月改为北京军区炮兵。
- 西南军区炮兵司令部：1950年4月成立。孔从周任司令员，赵章成任副司令员，张力雄任副政治委员兼政治部主任，巫金峰任参谋长。
- 中南军区炮兵司令部：1950年5月第四野战军特种兵司令部改编。万毅任司令员，邱创成任政治委员。1952年孔庆德代理司令员，陈夕彪任副司令员，张志毅任参谋长。
- 华东军区炮兵司令部：1950年12月成立。陈锐霆任司令员，刘春任副政治委员，叶超任参谋长。
- 东北军区炮兵司令部：1951年4月成立。万毅兼任司令员，刘何任政治委员，宋承志任副司令员兼任参谋长。
- 西北军区炮兵司令部：1951年8月成立。巫金峰任第一副司令员，胡兴任第二副司令员，王德润任参谋长，杨春芳任副参谋长；1952年9月，颜金生任炮兵司令员兼政治委员，张开基任副司令员，李书全任政治部主任。

### 抗美援朝战争
1950年，中方派出中国人民志愿军展开抗美援朝战争。中国人民志愿军中有地炮部队、高炮部队。1951年2月13日，中国人民志愿军炮兵第二十九团参加了砥平里战斗。2月14日，中国人民志愿军第四十军、第六十六军包围砥平里的美军第二师和韩军第八师。2月14日21时，志愿军向被围敌军发起猛攻，中国人民志愿军炮兵第二十九团摧毁敌方4个炮兵营。1951年9月29日，美军骑兵第一师、美三师及泰国团、希腊营等联合国军部队动用150辆坦克、300门火炮轰击中国人民志愿军一四一师防守的夜月山、天德山阵地，中国人民志愿军炮兵第二十九团当天打退敌14次进攻。1951年10月1日，敌再次出动5个团进攻天德山以东的无名高地，中国人民志愿军炮兵第二十九团支援步兵与敌战斗9小时，打退敌11次进攻。美军第九军团军团长穆尔少将亲临前线指挥，使用重炮猛轰中国人民志愿军炮兵阵地，中国人民志愿军炮兵第二十九团坚持还击。这次防御战历时30天，李奇微组织的“秋季攻势”以联合国军死伤7.9万人而告失败。
1951年3月，中国人民志愿军高炮第六十三师接到入朝鲜作战的紧急命令，从上海开至朝鲜保卫永柔机场。该师先后击落敌机233架、击伤敌机1324架。
在云山战斗、上甘岭战役、金城战役中，中国人民志愿军炮兵都发挥了重要作用。1950年10月28日，中国人民志愿军第三十九军在云山同美军“开国元勋师”骑兵第一师展开云山战斗，中国人民志愿军第三十九军一一六师（师长汪洋）任主攻，该师配属炮兵二十五团、二十六团各1个高炮营、三十九军火箭炮2个连、师属火炮营，合计3个营2个连，共有各类火炮77门，步炮协同默契，给美军骑兵第一师以沉重打击。1952年歷时43天的上甘岭战役中，中国人民志愿军投入炮兵9个团12个营和9个连参战，连同编在步兵团、营的火炮，合计各类火炮359门，发射炮弹40多万发，配合步兵歼敌2.5万多人，其中炮兵歼敌1.3万多人，占歼敌总数的50％以上。1953年7月的金城战役是中国人民志愿军使用火炮最多的战役，在金城正面的火炮1094门，平均每公里44.8门，这是中国人民志愿军的最高火炮密度。
在抗美援朝战争中，中国人民志愿军在第二次国共内战时期炮兵的基础上，又组建3个地炮师和3个高炮师。此后，中央军委从各军区陆续抽调12个步兵师改编成19个炮兵师和77个独立高炮营。截至1953年8月，中国人民解放军炮兵已有23个师部、186个团又126个独立营。预备炮兵和步兵师以下配属炮兵是该时期的发展重点。预备炮兵建立了火箭炮师、榴弹炮师、战防炮师、高射炮师共4个师。队属炮兵发展至师设炮兵团、团设炮兵营、营设炮兵连、连设炮兵班。该时期装备主要是苏联式火炮，其他还有美国式、日本式，少量是中国国产火炮。1950年下半年，中国人民解放军自苏联进口和接收了4000余门各种火炮。当时中国人民解放军的压制火炮中已经有70％统一了品种和型号，基本形成步兵团、营、连以迫击炮为主装备，步兵师以上部队以榴弹炮、加农炮为主装备的压制火炮体系。
在抗美援朝战争中，中国人民志愿军炮兵共击毁击伤敌方火炮570多门，汽车730多辆，坦克、装甲车950多辆，击落敌机2300多架，击伤敌机7500多架。中国人民志愿军炮兵有32300多人立功，450个单位立集体功。毛泽东在分析1952年朝鲜战局时表示：“我取得如此胜利，除由于官兵勇敢，工事坚固，指挥得当，供应不缺外，炮火的猛烈和射击的准确实为制胜的要素。”

### 社会主义建设时期

#### 历史沿革
抗美援朝战争结束后，中国人民解放军炮兵先后参加了金门炮战，援助越南的防空作战，中国援老挝筑路的防空任务，以及中印边境自卫反击战、珍宝岛自卫反击战、对越自卫反击战。
1965年，为了援越抗美需要，中国人民解放军陆续增建一批高炮师、地炮师、军属炮兵团。截至1970年，预备炮兵已达数十个师。1976年，炮兵部队统一整编：加农炮兵师、榴弹炮兵师合编成加榴炮兵师；撤销防坦克炮兵师；高炮师采取团级两种火炮混编。中国人民解放军炮兵数量已超步兵，成为中国人民解放军陆军最大兵种。从此时起至1992年，陆军炮兵部队分为如下两种：
- 预备炮兵[註 1]：隶属于大军区建制的炮兵，编为独立的炮兵师。主要装备大口径火炮和火箭炮。是军区级别指挥员掌握的炮兵机动力量
- 队属炮兵：隶属于军、师级别一下的炮兵，如陆军军属炮兵团，陆军师或坦克师属炮兵团，步兵团属炮兵营，步兵营属炮兵连。口径较预备炮兵较少

1980年3月，中央军委召开中央军委常委扩大会议，讨论军队精简整编问题。邓小平指出：“我们存在的一个最大问题，就是军队很臃肿。”“减少军队人员，把省下来的钱用于更新装备，这是我们的方针。”会后，张震等人参与了军队精简整编和体制改革领导工作。具体工作由副总参谋长何正文分管。首阶段工作是减少人员。1982年，转入高层领导体制改革阶段。其中一项改革是将原中央军委炮兵、装甲兵、工程兵机关缩编降格，改为中国人民解放军总参谋部业务部门。总参谋长杨得志提议，由总参谋部、总政治部、总后勤部组成联合工作组，由张震牵头负责上述三个兵种整编的具体工作。1982年4月19日，形成了《关于炮兵、装甲兵、工程兵改为总参业务部后的任务、编制问题》的报告，经中央军委批准后，于8月16日颁布命令：自1982年9月1日起，军委炮兵、装甲兵、工程兵机关分别改成总参谋部炮兵部、装甲兵部、工程兵部，同时撤销中国人民解放军炮兵、装甲兵、工程兵的兵种领导机构。
1985年7月，中国人民解放军炮兵编制体制改革，除少数炮兵师留作预备炮兵外，大部分炮兵师撤销师部、团部，整编成炮兵旅、高炮旅，归属各集团军建制。1987年8月，中国人民解放军颁发《合成军队战斗概则》，高射炮兵不再属于炮兵部队，而是防空兵部队。
1992年9月，撤销总参谋部炮兵部、装甲兵部、工程兵部，成立总参谋部兵种部下属的装甲兵局、炮兵局、工程兵局，所有剩余的炮兵师均转隶集团军建制。
2015年底至2016年初，在深化国防和军队改革中，中国人民解放军总参谋部撤销，成立中国人民解放军陆军领导机构，其中中国人民解放军陆军参谋部下设中国人民解放军陆军参谋部兵种局。

#### 装备
1953年，中国仿制苏43式迫击炮，制造出53式82毫米迫击炮，此后又仿制成功120和160毫米迫击炮，并装备部队。63式60毫米迫击炮是中国自行研制的第一种迫击炮。后又成功研制67式82毫米迫击炮，在1971年装备部队。1971年，中国还成功研制71式100毫米迫击炮，1972年装备部队。1983年，中国完成83式两型号82毫米迫击炮设计定型。
1954年，中国仿制成功54式122毫米榴弹炮。1959年，仿苏联M46式加农炮生产定型59式130毫米加农炮。1962年以后，陆续仿制122、130、152毫米加农炮和152毫米加榴炮并装备部队，实现压制火炮的国产化。1977年起，中国陆续成功研制83式122毫米榴弹炮、83式152毫米加农炮、83式152毫米自行加榴炮等等。1988年11月在第二届北京国际防务技术会上，中国新研制成功的155毫米榴弹炮、155毫米自行榴弹炮第一次展出。
1955年，中国成功制造55式37毫米高射机炮，这是1950年代中国人民解放军陆军野战防空主要武器。后来该炮从单管改为双管，成为65式37毫米双管高射机炮。1959年起，中国生产59式100毫米高炮、59式57毫米高炮。1981年起，中国成功研制37毫米双管自行高炮、25毫米双管高炮。此外，中国自行研制的反坦克火炮、火箭炮、海岸炮、防空导弹、反坦克导弹也都装备部队。
2009年10月1日，在中华人民共和国成立60周年阅兵中，新型自行榴弹炮、新型自行加农榴弹炮、新型自行滑膛炮、新型火箭炮、新型自行高炮、新型双牵引高炮、新型地对空导弹参加阅兵。
21世纪初，中国人民解放军炮兵已是由地面炮兵、高射炮兵、战术导弹部队组成的陆军兵种。地面炮兵分为榴弹炮兵、加农炮兵、加农榴弹炮兵、迫击炮兵、无坐力炮兵、火箭炮兵、反坦克炮兵；高射炮兵分为小口径高射炮兵、中口径高射炮兵、高射机枪分队；战术导弹部队分为地对地导弹分队、地对空导弹分队、反坦克导弹分队。另外，数字化炮兵也已在中国人民解放军炮兵中出现。
2011年前后，各集团军高炮旅改编为防空旅。

## 编制

### 陆军炮兵
以下列出陆军旅以上炮兵部队：
- 中国人民解放军陆军参谋部兵种局
- 中国人民解放军东部战区陆军：
  - 中国人民解放军陆军炮兵第七十一旅[12]
  - 中国人民解放军陆军炮兵第七十二旅[13]
  - 中国人民解放军陆军炮兵第七十三旅[14]
  - 中国人民解放军陆军远程火箭炮兵第一旅
- 中国人民解放军南部战区陆军：
  - 中国人民解放军陆军炮兵第七十四旅[15]
  - 中国人民解放军陆军炮兵第七十五旅[16]
  - 中国人民解放军陆军远程火箭炮兵第二旅
- 中国人民解放军西部战区陆军：
  - 中国人民解放军陆军炮兵第七十六旅[17]
  - 中国人民解放军陆军炮兵第七十七旅[18]
- 中国人民解放军北部战区陆军：
  - 中国人民解放军陆军炮兵第七十八旅[19]
  - 中国人民解放军陆军炮兵第七十九旅[20]
  - 中国人民解放军陆军炮兵第八十旅[21]
- 中国人民解放军中部战区陆军：
  - 中国人民解放军陆军炮兵第八十一旅[22]
  - 中国人民解放军陆军炮兵第八十二旅[23]
  - 中国人民解放军陆军炮兵第八十三旅[24]
- 中国人民解放军陆军炮兵第八十四旅[25]
- 中国人民解放军陆军炮兵第八十五旅[26]

### 其他炮兵
此外，中国人民解放军海军陆战队、中国人民解放军海军岸防兵与中国人民解放军空降兵军中也有炮兵

### 炮兵院校
- 中国人民解放军第一炮兵学校：1951年2月西北军区成立。
- 中国人民解放军第二炮兵学校：1951年3月西南军区成立。
- 中国人民解放军第三炮兵学校：1950年12月华东军区成立。
- 中国人民解放军第四炮兵学校：1951年5月以炮兵第五师师部为基础在郑州组成。
- 中国人民解放军第五炮兵学校：1951年8月以炮兵第32师为基础在沈阳成立。
- 中国人民解放军第六炮兵学校：1951年2月华北军区炮兵司令部在北京北苑成立。1962年，北京军区炮兵司令部以北京炮校为基础，并抽调炮兵系统的精兵强将充实至位于武威炮兵学校。

## 装备
| 车名           | 生产国         | 车种       | 车型 | 数量 | 备注 |
| -------------- | -------------- | ---------- | ---- | ---- | ---- |
| 05式自行火炮   | 中华人民共和国 | 自行火炮   |      |      | 现役 |
| 05式自行迫榴炮 | 中华人民共和国 | 自行火炮   |      |      | 现役 |
| 07式自行火炮   | 中华人民共和国 | 自行火炮   |      |      | 现役 |
| 03式多管火箭炮 | 中华人民共和国 | 多管火箭炮 |      |      | 现役 |
| 89式火箭炮     | 中华人民共和国 | 多管火箭炮 |      |      | 现役 |
| 81式火箭炮     | 中华人民共和国 | 多管火箭炮 |      |      | 现役 |

## 历任领导
中国人民解放军炮兵现无兵种领导机构。以下列出历史上各领导机构的领导。

### 中国人民解放军炮兵司令部
| 司令员 1. 陈锡联（1950年4月25日—1959年10月27日） 2. 邱创成（1959年10月27日—1963年9月13日） 3. 吴克华（1963年9月13日—1967年9月5日） 4. 张达志（1969年11月12日—1977年9月21日） 5. 宋承志（1977年9月21日—1982年8月31日） 副司令员 - 苏进（1950年3月17日—1967年10月25日） - 万毅（1950年10月19日—1952年7月17日） - 邱创成（1952年8月15日—1957年2月7日） - 赵章成（1957年8月24日—1964年5月27日） - 匡裕民（1957年9月27日—1975年8月30日） - 陈锐霆（1959年11月23日—1965年5月26日） - 吴信泉（1960年8月14日—1982年8月31日） - 孔从周（1964年6月27日—1982年8月31日） - 宋承志（1965年8月26日—1977年9月21日） - 向守志（1965年8月26日—1975年4月17日） - 钟辉（1969年2月19日—1975年8月30日） - 刘禄长（1970年12月21日—1975年8月30日） - 苏进（1975年5月5日—1982年8月31日） - 高存信（1975年8月30日—1982年8月31日） - 廖鼎祥（1977年12月23日—1982年8月31日） - 王德润（1977年12月23日—1982年8月31日） - 文击（1980年12月26日—1982年8月14日） - 卢伟如（1980年12月26日—1982年8月31日） - 黄登保（1980年12月26日—1982年8月31日） | 政治委员 1. 邱创成（1957年2月7日—1959年10月27日） 2. 陈仁麒（1959年11月23日—1970年12月21日） 3. 蓝文兆（1970年12月21日—1975年4月17日） 4. 王平（1975年4月17日—1975年8月30日） 5. 张池明（1975年8月30日—1977年12月23日） 6. 金如柏（1977年9月21日—1982年8月31日） 副政治委员 - 彭嘉庆（1951年3月14日—1951年9月7日） - 邱创成（1951年3月14日—1957年2月7日） - 欧阳毅（1957年8月28日—1968年4月29日） - 刘何（1960年6月14日—1968年4月29日） - 谢良（1960年6月14日—1982年8月31日） - 丁本淳（1969年9月29日—1975年8月30日） - 郭超（1969年9月29日—1975年8月30日） - 李信（1972年12月29日—1975年8月30日） - 欧阳毅（1975年5月5日—1982年8月31日） - 钟辉（1975年8月30日—1982年8月31日） - 杨银生（1977年12月23日—1982年8月31日） 顾问 - 匡裕民（1975年8月30日—1977年4月9日） - 刘禄长（1975年8月30日—1980年2月21日） - 李信（1975年8月30日—1982年8月31日） - 丁本淳（1975年8月30日—1982年8月31日） - 陈锐霆（1975年11月—1982年8月31日） - 张仲翰（1977年12月23日—1980.03月） - 李元明（1980年2月20日—1982年8月31日） - 杜剑华（1980年12月26日—1982年8月31日） |

| 参谋长 1. 苏进（1950年3月17日—1951年4月1日，炮兵副司令员兼） 2. 贾陶（1951年4月1日—1952年4月23日） 3. 陈锐霆（1952年4月23日—1959年11月23日） 4. 朱光（1959年12月30日—1960年11月10日） 5. 钟辉（1961年3月16日—1962年10月10日） 6. 宋承志（1963年4月26日—1966年3月8日） 7. 廖鼎祥（1966年3月8日—1969年9月29日） 8. 李元明（1969年9月29日—1978年10月16日） 9. 文击（1980年12月26日—1982年8月14日，炮兵副司令员兼） 副参谋长 - 高存信（1950年12月16日—1951年4月1日） - 朱光（1956年8月—1959年12月30日） - 廖鼎祥（1959年12月30日—1964年6月27日） - 李元明（1959年12月30日—1962.07月19日） - 杨毅（1960年11月10日—1978年7月27日） - 黄登保（1961年12月—1980年12月26日） - 李元明（1963年11月—1969年9月29日） - 杜剑华（1964年3月21日—1980年12月26日） - 孙成才（1964年6月27日—1975年8月30日） - 尚思光（1966年3月8日—1975.06月） - 杜子舜（1970年4月14日—1980年1月17日） - 卢伟如（1975年6月10日—1980年12月26日） - 石璧（1975年9月9日—1982年8月31日） - 杨庚午（1981年2月10日—1982年8月31日） | 政治部主任 1. 彭嘉庆（1951年3月14日—1951年9月7日，炮兵副政治委员兼） 2. 刘何（1957年8月28日—1960年6月14日） 3. 刘春（1960年6月14日—1962年6月13日） 4. 刘何（1962年6月13日—1965年1月9日，炮兵副政治委员兼） 5. 丁本淳（1965年1月9日—1969年9月29日） 6. 郭超（1969年9月29日—1975年8月30日，炮兵副政治委员兼） 7. 廖鼎祥（1975年8月30日—1977年12月23日） 8. 杨银生（1977年12月23日—1982年8月31日，炮兵副政治委员兼） 政治部副主任 - 李铁砧（1957年5月10日—1967年6月2日） - 丁本淳（1959年1月9日—1965年1月9日） - 冀绍凯（1961年1月6日—1963年3月23日） - 于敬山（1966年12月1日—1968年9月29 日） - 郭超（1967年6月2日—1969年9月29日） - 李冰（1969年9月29日—1980年5月26日） - 吴承温（1970年4月14日—1977年10月5日） - 宋乃耕（1975年9月9日—1982年8月31日） - 章零（1978年2月4日—1982年8月31日） |

| 后勤部部长 1. 常树人（1951年4月—1951年10月） 2. 廖鼎祥（1961年2月—1964年6月） 3. 孙成才（1964年6月—1967年6月） 4. 孙成才（1975年8月—1978年6月） 5. 李云峰（1980年1月—1982年8月） 后勤部政治委员 1. 罗龙生（1951年4月—1951年10月） 2. 李冰（1966年1月—1969年9月） 后勤部副部长 - 郭道同（1950年12月—1951年10月） - 崔梦坡（1961年2月—1980年9月） - 郭道同（1961年5月—1970年1月） - 李云峰（1964年6月—1980年1月） - 赵云龙（1965年11月—1966年5月） - 刘化宇（1966年5月—1968年9月） - 张起信（1966年5月—1978年1月） - 巩建业（1970年4月—1977年10月） - 卢伟如（1970年12月—1975年10月） - 张柏林（1970年12月—1977年10月） - 徐之文（1977年10月—1978年2月） - 郭冷（1980年1月—1982年8月） - 张起信（1980年1月—1982年8月） 后勤部副政治委员 - 刘平（1966年5月—1977年5月） - 章零（1976年10月—1978年2月） - 徐之文（1978年2月—1982年8月） - 张平（1980年1月—1981年10月） | 干部部部长 1. 邱创成（1951年3月14日—1956年2月，炮兵副政治委员兼） 2. 丁本淳（1956年2月—1959年1月） 干部部副部长 - 丁本淳（1951年4月1日—1951年10月；1952年6月—1956年2月） - 张芳（1955年12月—1959年7月） 技术部部长 1. 钟辉（1960年3月—1961年3月） 2. 杜剑华（1961年12月—1964年6月） 3. 江洪（1964年6月—1966年1月） 技术部政治委员 1. 李冰（1965年4月—1966年1月） 技术部副部长 - 黄登保（1959年9月—1961年12月） - 杜剑华（1960年5月—1961年12月） - 江洪（1961年11月—1964年6月） - 谢仁桀（1963年7月—1966年5月） - 刘化宇（1964年5月—1966年5月） - 张起信（1965年4月—1966年5月） 军事科学研究部部长 1. 叶超（1959年3月—1960年11月） 军事科学研究部副部长 - 穆兆源（1958年9月—1959年11月） - 赵再生（1959年6月—1961年12月） - 贺进恒（1960年12月—1962年10月） 科研部部长 1. 尹珙（1965年8月—1970年1月） 科研部副部长 - 卢伟如（1965年8月—1966年5月） 科研部副政治委员 - 王仁德（1965年8月—1970年1月） |

### 中国人民解放军总参谋部炮兵部
| 部长 1. 文击（1982年8月—1984年4月） 2. 杜常青（1984年4月—1988年8月） 3. 戚务政（1988年8月—1990年6月） 4. 王育华（1990年6月—1992年9月） 副部长 - 杨庚午（1982年8月—1984年12月） - 戚务政（1982年8月—1986年11月） - 李大中（1984年11月—1990年6月） - 赵文光（1986年11月—1990年6月） - 胡永丰（1990年6月—1991年8月） - 雷焯民（1990年6月—1992年9月） - 亢拱北（1991年8月—1992年9月） | 政治委员 1. 陆迪（1982年8月—1985年7月） 2. 陈连弟（1990年8月—1992年9月） 政治部主任 - 徐发仁（1982年8月—1984年12月） - 齐健（1984年12月—1986年11月） - 陈连弟（1988年8月—1990年8月） - 俞菊初（1991年7月—1992年9月） |